# Leibniz-Institut für Polymerforschung Dresden
El Leibniz-Institut für Polymerforschung Dresden e. V. (IPF) (Instituto Leibniz de Investigación de Polímeros de Dresde) se fundó en 1992 como sucesor del Instituto de Tecnología de Polímeros de la Academia de Ciencias de la RDA (ITP), y es hoy una de los mayores centros públicos de investigación de polímeros de Alemania. El IPF es miembro de la Asociación de Centros públicos de investigación “Leibniz“. 
La investigación básica orientada a la aplicación que se desarrolla en el IPF tiene como objetivo el desarrollo de fundamentos científicos para la mejora o el desarrollo de nuevos materiales y tecnologías de polímeros. 
El espectro de investigación del IPF es extraordinariamente amplio, y abarca desde la síntesis, el análisis y la modificación de polímeros, hasta la teoría y la modelización, pasando por el procesamiento de polímeros. Los resultados de la investigación del IPF desembocan en innovaciones para el desarrollo de tecnologías punteras en las áreas de comunicación, tecnología médica, ingeniería de tráfico, producción y el almacenamiento de energía así como tecnologías para la protección del medio ambiente.

## Historia
El 1 de octubre de 1948 se fundó el instituto de Investigación Textil en la Mitteldeutsche Spinnhütte Pirna-Copitz. Bajo su director, Walter Frenzel, el instituto se amplió hasta convertirse en un instituto universitario de la Universidad Tecnológica de Dresde. De ahí pasó a formar parte de la Academia Alemana de Ciencias de Berlín ya como Instituto de Tecnología de las Fibras, y en el año 1954 se trasladó definitivamente a Dresde, donde el 1 de abril de 1984 pasó a llamarse Instituto de Tecnología de Polímeros.El actual instituto de Investigación de Polímeros de Dresde fue finalmente refundado en el año 1992. Desde el 2004 funciona como instituto miembro de la Asociación de Centros públicos de investigación Leibniz. 
Como todos los institutos Leibniz, el IPF es evaluado al menos una vez cada siete años por el Gobierno Federal Alemán. La última evaluación tuvo lugar en el año 2022 con resultado positivo.
El IPF ha acogido numerosas conferencias internacionales, como el Congreso Europeo de Polímeros 2015 (European Polymer Federation Congress) y la Conferencia Europa África 2017 de la Sociedad de Procesamiento de Polímeros (Polymer Processing Society - PPS).

## Organización
- Instituto de Química Macromolecular (IMC) - Director: Prof. Dr. Brigitte Voit
- Instituto de Física y Química de los Polímeros (IPC) - Director: Prof. Dr. Andreas Fery
- Instituto de Materiales Poliméricos (IPW) - Director: Prof. Dr.-Ing. Markus Stommel 
  - Área de investigación de elastómeros (en IPW) - Director: Prof. Dr.-Ing. Sven Wießner
- Instituto de Materiales Poliméricos Biofuncionales (IBP) - Director: Prof. Dr. Carsten Werner
- Instituto de Teoría de Polímeros (ITP) - Director: Prof. Dr. Jens-Uwe Sommer

## Programa de investigación
El perfil de la investigación en el IPF viene determinado actualmente por seis Temas Estratégicos: 
1. Conceptos fundamentales de la materia blanda
2. Materiales bioinspirados
3. Materiales funcionales e integración de sistemas
4. Materiales estructurales de proceso controlado
5. Investigación de materiales basada en la ciencia de los datos
6. Sostenibilidad y protección del medio ambiente

## Personal
En el IPF, científicos de las ramas de ciencias naturales (incluyendo químicos, físicos y biólogos) trabajan codo con codo con ingenieros creando así un enfoque sinergético y holístico en el desarrollo de nuevos materiales. 
Debido a las cátedras conjuntas, los directores de los cinco institutos del IPF son al mismo tiempo catedráticos de la Universidad Técnica de Dresde (facultades de Química y Química de los alimentos, Física e Ingeniería mecánica). Alrededor de 100 estudiantes de doctorado están permanentemente integrados en la investigación en el IPF y numerosos trabajos de diploma, máster y licenciatura se elaboran y dirigen aquí. 
El IPF apoya especialmente a los jóvenes científicos y científicas para el establecimiento de grupos de investigación junior asociados. 

## Cooperaciones/Redes
El IPF colabora estrechamente con la Technische Universität Dresden (Universidad Técnica de Dresde – TUD), siendo miembro fundacional de la asociación “DRESDEN-concept” y de la Red de Investigación de Materiales de Dresde (Materialforschungsverbund Dresden). Además, el IPF coopera en numerosos proyectos de investigación con diferentes institutos de investigación, universidades y empresas industriales tanto dentro como fuera de Alemania. 
Junto con la Technische Universität Dresden, el IPF creó el Centro Max Bergmann de Biomateriales en un nuevo edificio construido a tal efecto en el año 2002. 
El IPF está integrado en diferentes programas y estructuras científicas en Dresde, la mayoría de las cuales han sido creadas en el marco de la Iniciativa de Excelencia del gobierno federal alemán. Como ejemplo se pueden citar: 
- Centre for Regenerative Therapies
- B CUBE - Center for Molecular and Cellular Bioengineering
- Centre for Advancing Electronics Dresden
- Else Kröner-Fresenius Center for Digital Health
- Cluster of Excellence Physics for Life.

## Transferencia de tecnología
Para promover la transferencia de los resultados de la investigación, el IPF participa y apoya de forma activa diferentes actividades de transferencia de resultados y tecnologías al sector productivo industrial, promueve y apoya directamente la creación de empresas tecnológicas, y colabora con diferentes empresas industriales a nivel nacional e internacional a través de acuerdos de investigación industrial.  

## Enlaces
- Sitio web oficial del IPF
- DRESDEN-concept
- Materials Research Network Dresden
- Max Bergmann Center of Biomaterials
- Centre for Regenerative Therapies
- Centre for Advancing Electronics Dresden
- B CUBE - Center for Molecular and Cellular Bioengineering
- Else Kröner-Fresenius Center of Digital Health
- Cluster of Excellence ‘Physics for Life’